# アイ・ガット・ザ・ブルース
『アイ・ガット・ザ・ブルース』（原題：Damn Right, I've Got the Blues）は、アメリカ合衆国のブルース・ミュージシャン、バディ・ガイが1991年に発表したスタジオ・アルバム。

## 背景
1980年代初頭よりガイはレコーディング契約を失い、ライヴを主体に活動していたが、1991年、エリック・クラプトンのロイヤル・アルバート・ホール公演にゲスト参加した後シルヴァートーンとの契約を得た。本作をプロデュースしたジョン・ポーターは、短期間ロキシー・ミュージックのベーシストを務めた後にブライアン・フェリーやザ・スミス等の作品をプロデュースした人物で、当時シルヴァートーンを運営していたアンドリュー・ローダーの友人でもあった。
「オレは何から何までツイてない」にはマーク・ノップラー、「ムスタング・サリー」にはジェフ・ベック、「早朝の憂鬱」にはエリック・クラプトンとベックがゲスト参加している。「スティーヴィーへの追憶」はスティーヴィー・レイ・ヴォーンに捧げられたインストゥルメンタルで、レイ・ヴォーンは1990年にヘリコプター事故で死去する直前、ステージでガイと共演していた。

## 反響・評価
母国アメリカでは自身初のBillboard 200入りを果たし、最高136位を記録。『ビルボード』のトップ・ヒートシーカーズでは2位に達した。第34回グラミー賞では最優秀コンテンポラリー・ブルース・アルバム賞を受賞し、自身初のグラミー受賞を果たした。
ニュージーランドのアルバム・チャートでは13週連続でトップ50入りし、1992年2月23日付のチャートで最高18位を記録した。全英アルバムチャートでは5週トップ100入りし、最高43位となった。
『ピープル』誌のレビューでは「これは若いプレイヤーがポップ性をテコ入れしたオールスター・ショウケースではない。"Five Long Years"のように悪い女を悪戯っぽく歌ったブルースから、痛みに満ちた気品ある嘆きの歌"Black Night"に至るまで、このアルバムを支えているのは、ガイ自身の聡明な歌声と泣きのストラトである」と評されている。

## リイシュー
2005年に発売されたエクスパンデッド・エディション盤は、ジョージ・マリノによるリマスタリングが施され、2曲のボーナス・トラックが追加された。「ドゥーイン・ホワット・アイ・ライク・ベスト」は元々シングル「Damn Right, I've Got the Blues」のB面曲、「トラブル・ドント・ラスト」はバディ・ガイ・ウィズ・ジェフ・ベック名義で発売されたシングル「Mustang Sally」のB面曲であった。

## 収録曲
1. アイ・ガット・ザ・ブルース - "Damn Right, I've Got the Blues" (Buddy Guy) - 4:31
2. 俺は何から何までツイてない - "Where Is the Next One Coming from?" (John Hiatt) - 4:37
3. ファイヴ・ロング・イヤーズ - "Five Long Years" (Eddie Boyd) - 8:25
4. ムスタング・サリー - "Mustang Sally" (Mack Rice) - 4:43
5. 隠し事 - "There's Something on Your Mind" (Big Jay McNeely) - 4:46
6. 早朝の憂鬱 - "Early in the Morning" (Louis Jordan, Leo Hickman, Dallas Bartley) - 3:11
7. まるで地獄 - "Too Broke to Spend the Night" (B. Guy) - 5:02
8. ブラック・ナイト - "Black Night" (Jessie Robinson) - 7:46
9. ラヴ・ユー・ベイビー - "Let Me Love You Baby" (Willie Dixon) - 3:58
10. スティーヴィーへの追憶 - "Rememberin' Stevie" (B. Guy) - 6:58

### エクスパンデッド・エディション盤ボーナス・トラック
1. ドゥーイン・ホワット・アイ・ライク・ベスト - "Doin' What I Like Best" (B. Guy) - 6:04
2. トラブル・ドント・ラスト - "Trouble Don't Last" (Eddie Jones) - 5:23

## 参加ミュージシャン
- バディ・ガイ - ボーカル、ギター
- マーク・ノップラー - ギター(#2)
- ジェフ・ベック - ギター(#4, #6)
- エリック・クラプトン - ギター(#6)
- ニール・ハバード - ギター
- ジョン・ポーター - ギター(#2, #4, #7, #9)
- ミック・ウィーヴァー - ピアノ(#1, #7, #9)、オルガン(#2, #3, #4, #5, #6, #8)、エレクトリックピアノ(#6, #10)
- ピート・ウィングフィールド - ピアノ(#3, #5, #6, #8)
- グレッグ・リザーブ - ベース
- リッチー・ヘイワード - ドラムス
- メンフィス・ホーンズ - ホーン・セクション
- ニュー・フーリガンズ - ホーン・セクション
- テッサ・ナイルズ - バッキング・ボーカル
- ケイティ・キスーン - バッキング・ボーカル
- キャロル・ケニオン - バッキング・ボーカル